# Rehana Popal
Rehana Popal (Afganistan, 5 Maig 1989) és una advocada afganesa especialitzada en immigració i dret civil.
La seva família es va refugiar al Regne Unit quan ella tenia cinc anys amb la seva mare i tres germans quan els talibans van prendre el control del país per primera vegada. Va estudiar Política Internacional i Dret i va exercir com advocada a Anglaterra i Gal·les. El 2018 va denunciar que un client la va renunciar a la seva defensa perquè volia un home blanc. El 2019 va rebre un guardó com Advocada de l'any. El 2021 va decidir ajudar intèrprets i traductors que havien treballat per les forces armades i que van quedar abandonats a l'Afganistan per la fugida de les tropes de l'OTAN. Va portar els casos d'almenys 12 persones.
La BBC la va incloure entre les 100 dones més inspiradores del 2021.